# Pseudopartula
Pseudopartula is een geslacht van weekdieren uit de klasse van de Gastropoda (slakken).

## Soort
- Pseudopartula huberi Thach, 2016